# Oliver Komaromy
Oliver Komaromy (ur. 2 grudnia 1986 w Linz) – austriacki wioślarz.

## Osiągnięcia
- Mistrzostwa Świata Juniorów – Ateny 2003 – czwórka bez sternika – 14. miejsce[1].
- Mistrzostwa Świata Juniorów – Banyoles 2004 – czwórka bez sternika – 9. miejsce[1].
- Mistrzostwa Świata U-25 – Amsterdam 2005 – czwórka bez sternika wagi lekkiej – 11. miejsce[1].
- Mistrzostwa Świata U-23 – Glasgow 2007 – czwórka bez sternika wagi lekkiej – 2. miejsce[1].
- Mistrzostwa Świata – Monachium 2007 – czwórka bez sternika wagi lekkiej – 16. miejsce[1].
- Mistrzostwa Świata – Linz 2008 – ósemka wagi lekkiej – 7. miejsce[1].
- Mistrzostwa Europy – Ateny 2008 – czwórka bez sternika wagi lekkiej – 9. miejsce[1].
- Mistrzostwa Europy – Montemor-o-Velho 2010 – czwórka bez sternika wagi lekkiej – 11. miejsce[1].